# Orden der Heiligen Mauritius und Lazarus

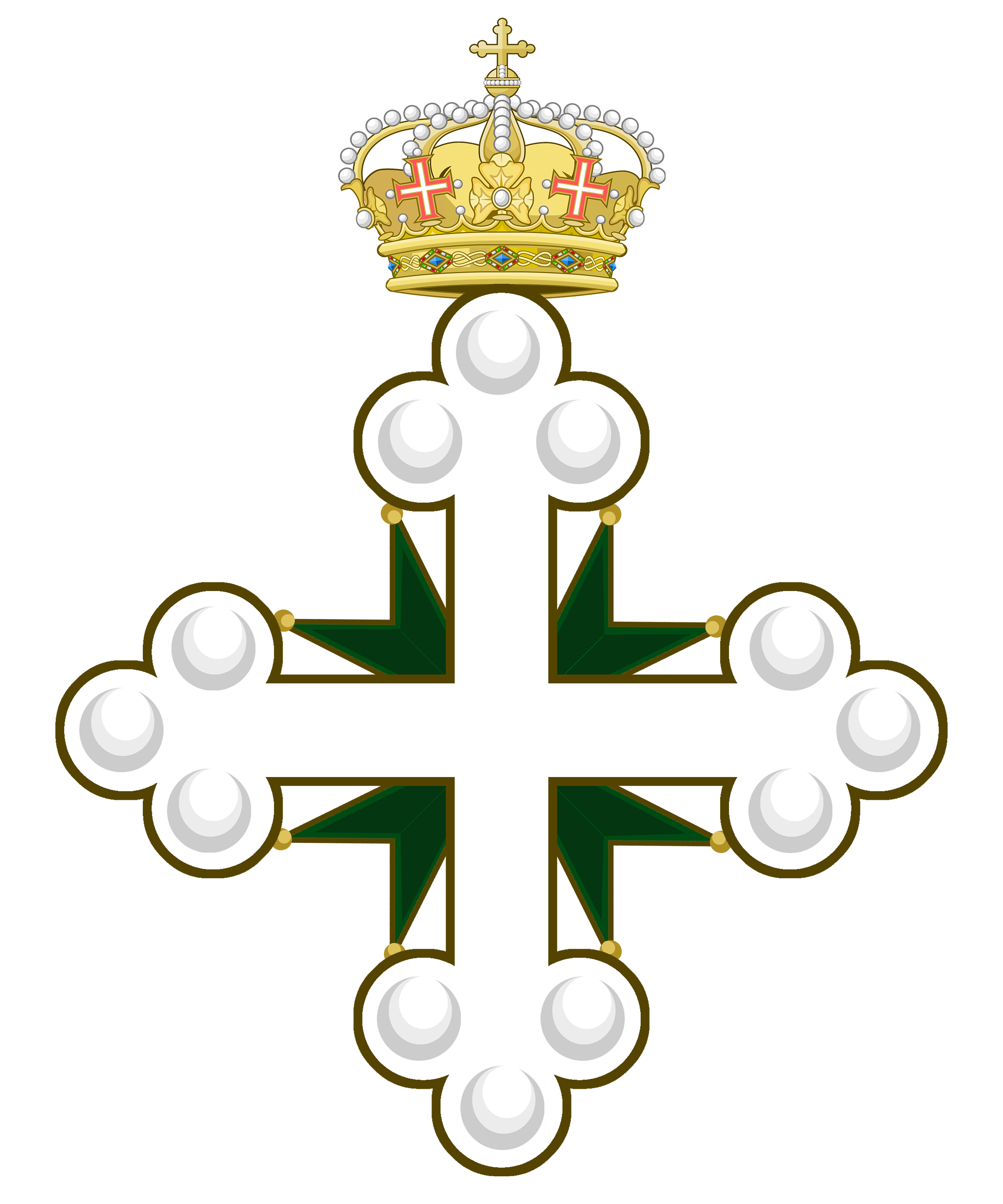
Ordenszeichen des Ordens der Heiligen Mauritius und Lazarus

Der Orden der Heiligen Mauritius und Lazarus (italienisch Ordine dei SS. Maurizio e Lazzaro, OSSML, kurz auch italienisch Ordine Mauriziano ‚Mauritianischer Orden‘) ist ein 1572 als Ritterorden der Herzöge von Savoyen gegründeter dynastischer Orden des Hauses Savoyen. Er entstand aus der Vereinigung des Moritzordens (italienisch Ordine di San Maurizio) mit dem italienischen Zweig des Lazarus-Ordens. Der Heilige Mauritius (Moritz) galt seit dem hohen Mittelalter als Landespatron der Savoyer, während Lazarus unter anderem der Fürsprecher des Hospitalwesens war. Bis zur Abschaffung der Monarchie (1946) war der Orden nach dem Annunziaten-Orden die zweithöchste Verdienstauszeichnung des Königreichs Italien. Heute verfolgt der Orden humanitäre Ziele und dient gleichzeitig als Auszeichnung für Personen, die sich um „Ruhm und Ehre für das Haus Savoyen“ und „das Wohl der Menschheit“ verdient gemacht haben.

## Geschichte

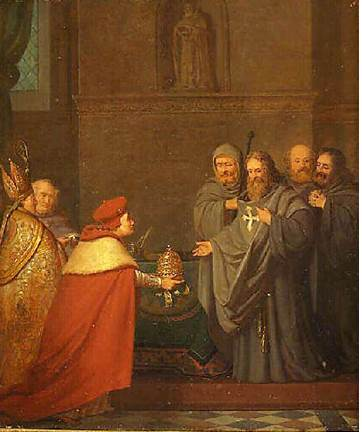
Amadeus VIII. im Habit der Mauritianischen Miliz, beim Empfang der Tiara nach seiner Wahl zum Gegenpapst Felix V.

Im Jahr 1434 wurde von Herzog Amadeus VIII. von Savoyen nach seinem Verzicht auf die Regierungsgeschäfte auf Schloss Ripaille der geistliche Ritterorden der Mauritianischen Miliz gestiftet, benannt nach dem heiligen Mauritius, dem Schutzpatron von Savoyen. Bald in Vergessenheit geraten, wurde er von Herzog Emanuel Philibert von Savoyen im Jahr 1572 erneuert.

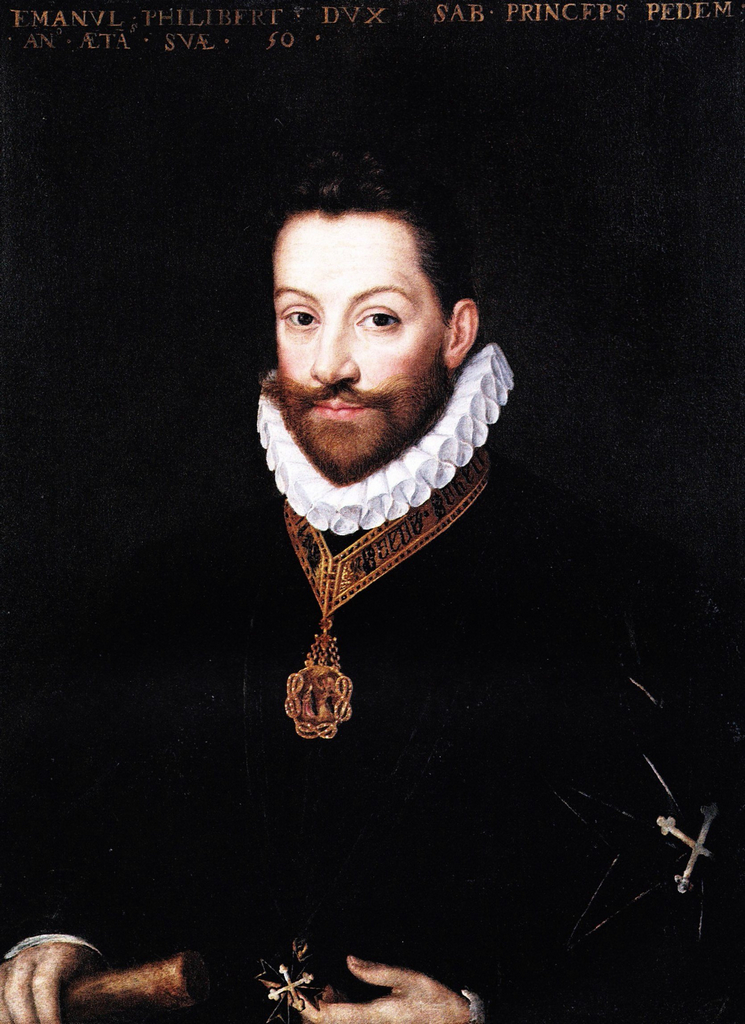
Emanuel Philibert von Savoyen mit dem Ordenszeichen

Er sollte dem Kampf gegen die Reformation dienen, vor allem die Calvinisten aus Genf und die Waldenser. Papst Gregor XIII. bestätigte den Orden am 19. September 1572. Am 9. November ernannte er Emanuel Philibert zum Nachfolger Giannotto Castiglionis als General-Großmeister des Lazarus-Ordens, der sich ursprünglich um Leprakranke gesorgt hatte und mit dem Moritzorden vereinigt wurde. Faktisch bezog sich die Vereinigung nur auf das Priorat Capua, dessen Großmeisterschaft die Lazarus-Ritter im Königreich Frankreich nicht anerkannten. Seitdem trägt der Orden den Namen Orden der Heiligen Mauritius und Lazarus. Um aufgenommen zu werden, musste der Kandidat mindestens fünf Jahre lang in einem Konvent gelebt haben und acht adelige Urgroßeltern nachweisen („Rechtsritter“) oder wurde gnadenhalber vom Großmeister, dem Herzog von Savoyen, später König von Sardinien, aufgenommen („Gnadenritter“). Ritter des Annunziaten-Ordens waren von der Adelsprobe befreit. Die Ritter gelobten Gehorsam gegenüber dem Großmeister, eheliche Keuschheit und Sorge für Arme und Leprakranke.
Ritter des Annunziaten-Ordens und weitere verdiente Ordensritter trugen das Großkreuz, die übrigen Ordensritter das Kleinkreuz. Die Commendatori genannten Inhaber einer Kommende trugen kein besonderes Insigne.
Neben dem Großmeister und seinem Ersten Sekretär wurde der Orden von sieben Großoffizieren geleitet, die aus den Großkreuzrittern ernannt wurden:
- Großprior im Bischofsrang
- Großadmiral (Oberbefehlshaber der Ordensmarine)
- Großmarschall (Oberbefehlshaber der Landstreitkräfte)
- Großhospitaliter (Verwalter der Hospitäler)
- Großkonservator (Verwalter der Vermögen und Landgüter)
- Großkanzler
- Großschatzmeister

Die Großoffiziere, der Generalauditeur, der für die Rechtspflege zuständig war, und weitere vom Großmeister ernannte Räte bildeten den Ordensrat, in dem der Großprior den Vorsitz führte.
Da die hospitalischen und militärischen Aufgaben immer weiter abnahmen, wurde der Orden de facto zu einem Verdienstorden für Militär- und Staatsdiener.

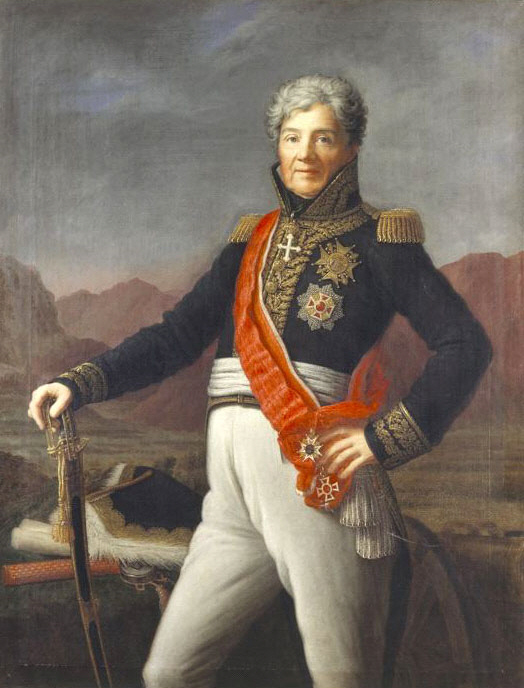
Niklaus Franz von Bachmann mit dem Großkreuz am Hals. Porträt von Felix Maria Diogg, 1817

Während der Piemontesischen und der Subalpinen Republik und deren Annexion an Frankreich 1798–1814 verlor der Orden seine festländischen Besitzungen und nahm vor allem Generale und Offiziere für militärische Verdienste auf. 1814–1816 restituierte Viktor Emanuel I. den Ordensbesitz und veröffentlichte am 27. September 1816 die erste Sammlung der Gesetze und Statuten des Ordens. Wer den Orden für militärische Verdienste erhalten hatte, wurde in den neu gestifteten Militärorden von Savoyen aufgenommen.

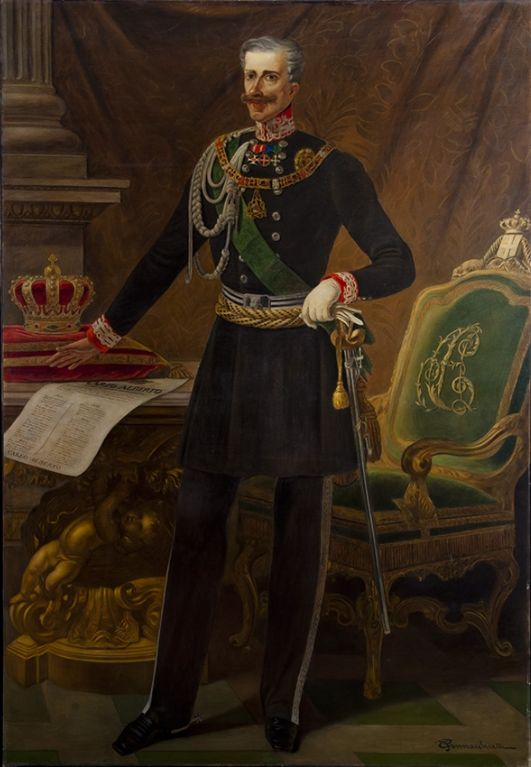
Karl Albert mit dem von ihm eingeführten Schulterband der Großkreuzritter

Die Reform durch König Karl Albert 1831 öffnete den Orden für Angehörige des aufstrebenden Bürgertums, die als Gnadenritter ohne Gelübde und Adelsprobe aufgenommen werden konnten. Die Ämter des Großadmirals und des Großmarschalls wurden abgeschafft, da der Orden über keine eigenen Streitkräfte mehr verfügte. Der Orden wurde in neun Provinzen eingeteilt: Turin, Novara, Alessandria und Cuneo im Piemont, Aosta, Savoyen, Genua (Ligurien), Nizza und Sardinien.  Am 19. Juni 1839 wurde die Mauritianische Medaille für Ordensritter gestiftet, die 50 Jahre in der sardinischen Armee gedient hatten.
Durch die eigene Regierung durch den Ordensrat, eigene Zivil- und Strafgerichtsbarkeit und ausgedehnten Landbesitz bildete der Orden einen „Staat im Staate“, was im 19. Jh. zunehmend als Anachronismus erschien. 1847 wurde die eigene Gerichtsbarkeit abgeschafft.
König Viktor Emanuel II. schaffte am 16. März 1851 die Rechtsritter (und damit die Unterscheidung zwischen Adel und Bürgertum), die Provinzen und die Großoffiziere ab.
Die Aufgaben des Großpriors wurden einem neuen, jährlich ernannten Ratspräsidenten übertragen, die des Großschatzmeisters einem neuen Generalschatzmeister, der den stellvertretenden Ratsvorsitz führte, die des Großkonservators und des Großkanzlers dem Ersten Sekretär des Großmeisters. Acht weitere Ordensräte wurden von nun an vom Großmeister aus den Großkreuzrittern und Komturen ernannt.
1855 wurden die Ordensklassen nach dem Vorbild der Ehrenlegion auf fünf erweitert. Nach der Annexion des Königreichs beider Sizilien 1860 wurde das Vermögen des Konstantinordens dem Mauritianischen Orden einverleibt. Nach der weitgehenden Einigung Italiens nach dem Krieg gegen Österreich wurde für Verdienste um die italienische Nation der Orden der Krone von Italien nach dem Vorbild des Mauritianischen Ordens gestiftet, dessen Ordensrat er ebenfalls unterstand.
Nach der Abschaffung der Monarchie wurde er bis zum 3. März 1951 von der Republik Italien verliehen, als er durch den Verdienstorden der Italienischen Republik ersetzt wurde. Seitdem ist der ein dynastischer Orden des Hauses Savoyen.
Der Orden des Sterns von Italien ist in der Dekoration an die des Mauritianischen Ordens angelehnt.
1951 wurde der Ritterorden vom italienischen Staat als gemeinnützige Organisation anerkannt. Die öffentlichen Aufgaben, die der Orden wahrnimmt, bestehen vorwiegend aus den Diensten der von ihm eingesetzten speziellen Hospitalorganisation. Der Besitz des Ordens wird von einer Ordensstiftung verwaltet.
Viktor Emanuel von Savoyen erließ 1996 neue Statuten, nach denen auch Frauen aufgenommen werden können.
Die Organisation, die auch die Träger des privaten Verdienstordens von Savoyen umfasst, besteht mittlerweile aus rund 3000 Mitgliedern in mehreren Ländern Europas und Amerikas. Als Großmeister amtiert stets der Chef des Hauses Savoyen. Bei der jährlichen Hauptversammlung in Hautecombe werden die neuen Ordensritter aufgenommen.
Im Besitz des Ordens befindet sich noch heute die geschichtsträchtige romanische Kirche Sant’Antonio di Ranverso am Eingang des Susatals, das Kloster Staffarda am Po sowie das Weltkulturerbe Schloss Stupinigi.

## Ordensklassen
Der Orden bestand ursprünglich aus zwei Klassen:
- Großkreuzritter
- Kleinkreuzritter

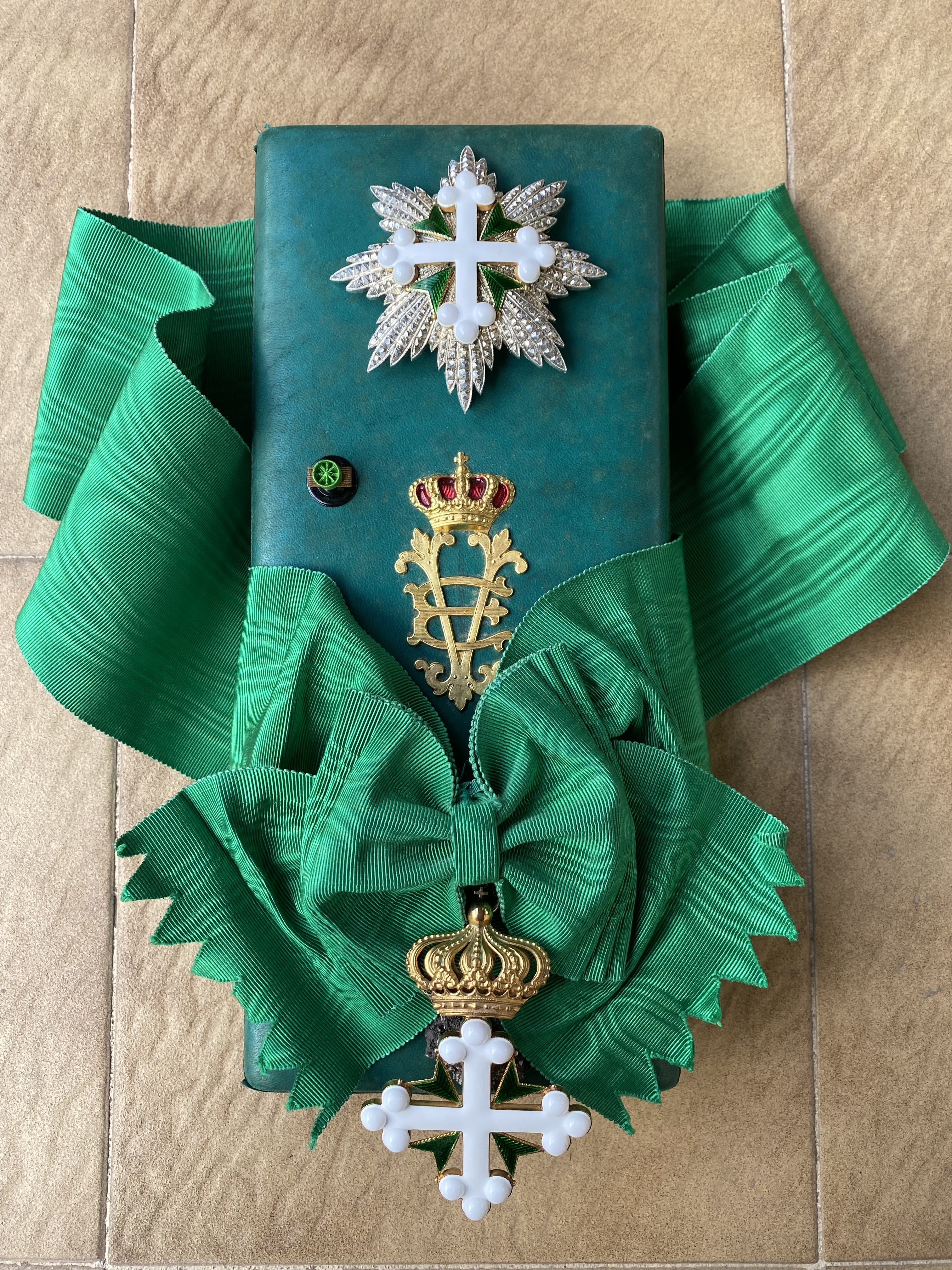
Großkreuz und Bruststern, ab 1831

Am 9. Oktober 1831 wurde der Orden in drei Klassen geteilt, deren Mitgliederzahl, zuzüglich Rittern des Annuntiaten-Ordens und Ausländern, begrenzt war:
- Großkreuz (30)
- Komtur (50)
- Ritter (unbegrenzt)

Am 14. Dezember 1855 wurden die Klassen auf die bis heute bestehenden fünf erweitert:
- Großkreuz (60)
- Großoffizier (150)
- Komtur (500)
- Offizier (2000)
- Ritter (unbestimmt)

Frauen können ab 1996 in drei, ab 2024 in fünf Klassen aufgenommen werden.
2024 stiftete Emanuele Filiberto die Collane als besondere Auszeichnung für karitative Verdienste.
Der Orden verleiht eine Mauritianische Verdienstmedaille (italienisch Medaglia di Benemerenza Mauriziana) in Gold, Silber und Bronze.

## Ordensdekoration
Die Ordensdekoration ist ein weiß emailliertes goldeingefasstes Kleeblattkreuz. In den Winkeln des Kreuzes ist ein grün emailliertes Malteserkreuz mit goldener Einfassung und goldenen kleinen Kugelspitzen eingebracht. Die vier höchsten Klassen sind von einer goldenen Königskrone überhöht. Das weiße Kleeblattkreuz war das Ordenszeichen des Moritzordens, das grüne Malteserkreuz das des Lazarusordens.

## Trageweise

Trageweise des Ordens (v. l. n. r.) V. bis I. Klasse

Das Band ist einfarbig grün. Das Großkreuz wird am Schulterband von der rechten Schulter zur linken Hüfte als Schärpe getragen. Das Komturkreuz wird von Komturen und Großoffizieren am Hals getragen, das Offizierskreuz und das Ritterkreuz an der linken Brust.
Die beiden obersten Klassen tragen zusätzlich noch einen silbernen Bruststern an der linken Brustseite. Der des Großkreuzes ist acht-, der des Großoffiziers vierstrahlig. Auf dem Stern befindet sich wiederum das Ordenszeichen.
Komturdamen und Damen tragen die Dekoration an einer Damenschleife an der linken Brust.
Schulterband und Bruststern wurden erst  1831 eingeführt. Zuvor erteilte Großkreuze wurden am Hals und ohne Stern getragen.